# ألديمير مينديز
ألديمير مينديز (بالإنجليزية: Ademir Marques de Menezes)‏ (مواليد 8 نوفمبر 1922 - الوفاة 11 مايو 1996) كان لاعب كرة قدم برازيلي يلعب كمهاجم. سبق له أن لعب في كأس العالم لكرة القدم مع منتخب بلاده في بطولة 1950 وتوج هدافا للبطولة برصيد ثمانية اهداف في ستة مباريات.
شارك في كأس العالم لكرة القدم 1950 مع منتخب البرازيل وأحرز في مرمى منتخب السويد في نهائيات 1950 أربعة أهداف ساهمت في فوز منتخب بلاده (7-1) وشكل اديمير مع زيزينيو وجايير ثلاثيا رهيبا في هجوم المنتخب البرازيلي لكنه فشل في نهائي كأس العالم 1950 في الفوز باللقب.
ولعب اديمير اغلب فترات مشواره ضمن فاسكو داغاما وسجل معه 301 وهدف في 429 مباراة.

## وفاته
توفي في 11 أيار/مايو 1996.

## المسيرة الاحترافية

### أندية لعب لها
- نادي سبورت ريسيفه
- نادي فاسكو دا غاما
- نادي فلومينينسي
- نادي فاسكو دا غاما
- نادي سبورت ريسيفه

## روابط خارجية
- ألديمير مينديز على موقع الاتحاد الدولي (مؤرشف)  (الإنجليزية)
- ألديمير مينديز على موقع قاعدة بيانات كرة القدم.إي يو (الإنجليزية)
- ألديمير مينديز على موقع ليكيب (الفرنسية)
- ألديمير مينديز على موقع ناشيونال فوتبول تيمز (الإنجليزية)